# Harry W. Brooks junior
Harry W. Brooks, Jr. (* 17. Mai 1928 in Indianapolis, Indiana; † 28. August 2017 in Las Vegas, Nevada) war ein Generalmajor der United States Army. Er war unter anderem Kommandeur der 25. Infanteriedivision.
Harry Brooks besuchte die öffentlichen Schulen seiner Heimat einschließlich der Crispus Attucks High School. Anschließend trat er als einfacher Soldat dem US-Heer bei. Dort absolvierte er die Officer Candidates School (OCS) und wurde nach bestandener Prüfung im Jahr 1949 in das Offizierskorps aufgenommen. In der Armee durchlief er anschließend alle Offiziersränge vom Leutnant bis zum Zwei-Sterne General.
Im Lauf seiner militärischen Karriere absolvierte Brooks verschiedene Kurse und Schulungen. Dazu gehörten unter anderem das Industrial College of the Armed Forces, das United States Army War College und das Command and General Staff College. Außerdem erhielt er akademische Grade von der University of Oklahoma, der University of Nebraska und der Stanford University.
Der Beginn von Brooks’ militärischer Laufbahn fiel in die Zeit eines Umbruchs bei den amerikanischen Streitkräften. Im Jahre 1948 wurde die Rassentrennung in den Streitkräften von Präsident Harry S. Truman aufgehoben. Das kam langfristig auch Brooks zugute, der afrikanisch-amerikanischer Abstammung war.
Brooks war unter anderem in Japan und in Deutschland stationiert. In Deutschland war er im Jahr 1966 als Artillerieoffizier tätig. Danach war er für einige Monate im Vietnamkrieg eingesetzt. Es folgte eine erneute Versetzung nach Deutschland, wo er in Wertheim die 72nd FA Group kommandierte. Danach wurde er als Stabsoffizier im Pentagon Abteilungsleiter der Gleichstellungsbehörde (Equal Opportunity Programs). Dort sollte die Gleichbehandlung der Angehörigen verschiedener Rassen im US-Heer überprüft und sichergestellt werden.
Im Jahr 1972 wurde Brooks zum Brigadegeneral befördert und nach Südkorea versetzt, wo er dem Stab der 2. Infanteriedivision angehörte. Dort war er unter anderem Vorgesetzter des späteren Generals und Außenministers Colin Powell.
Zwei Jahre später wurde er zum Generalmajor befördert. Damit gehörte er zu den ersten Offizieren afrikanisch-amerikanischer Herkunft, die diesen Rang im US-Heer erreichten. Gleichzeitig erhielt er das Kommando über die in Hawaii stationierte 25. Infanteriedivision. Dieses Kommando behielt er bis zum Jahr 1976. Als Divisionskommandeur befahl er den ihm unterstellten Soldaten sich weiterzubilden. Zu diesem Zweck ermöglichte er vielen Soldaten unterhalb der Offiziersränge den Besuch weiterführender Bildungseinrichtungen. Außerdem wurde in seiner Zeit als Kommandeur das Divisionsgefängnis geschlossen, weil die Soldaten ausreichende Disziplin an den Tag legten, um das Gefängnis, zumindest in jener Zeit, überflüssig zu machen. Nach dem Ende seiner Zeit als Divisionskommandeur im Jahr 1976 zog sich Harry Brooks in den Ruhestand zurück.
Nach seiner Militärzeit war er in verschiedenen Firmen aktiv. So war er Vorstandsmitglied der AMFAC, Inc. of Hawaii, eine in der Landgestaltung tätige Firma (Land development company). Im Jahr 1984 gehörte er zu Mitbegründern der Firma Advance Consumer Marketing Corporation. Brooks war seit 1948 mit der zwischenzeitlich verstorbenen Doris Elizabeth Green verheiratet, mit der er vier Söhne hatte. In den Jahren 1969 und 1970 war er Co-Autor des Buches The Gathering Storm: An Analysis of Racial Instability Within the Army. Brooks engagierte sich auch in der NAACP.
Er starb am 28. August 2017 und wurde auf dem amerikanischen Nationalfriedhof Arlington beigesetzt.

## Orden und Auszeichnungen
Harry Brooks erhielt im Lauf seiner militärischen Laufbahn unter anderem folgende Auszeichnungen:
- Army Distinguished Service Medal
- Legion of Merit
- Bronze Star Medal
- Meritorious Service Medal
- Air Medal
- Cross of Gallantry (Südvietnam)

Hinzu kommen noch einige Auszeichnungen der NAACP.